# Cestrum racemosum
Cestrum racemosum är en potatisväxtart som beskrevs av Hipólito Ruiz López och Pav. Cestrum racemosum ingår i släktet Cestrum och familjen potatisväxter. Inga underarter finns listade i Catalogue of Life.